# 中村佑
中村 佑（なかむら たすく、1936年（昭和11年）1月25日 - 2025年8月13日）は、日本の政治家。愛媛県伊予市長（通算4期）、伊予市議会議員（6期）を歴任した。旭日中綬章受章。

## 略歴
現在の愛媛県伊予市生まれ。愛媛大学農学部卒業。1975年（昭和50年）伊予市議会議員初当選、以降連続6期務めた。
1999年の旧伊予市長選挙に出馬し現職を破り初当選。以降2期務めた。
2005年4月の、新設合併によって誕生した伊予市の初代市長選挙に出馬し、当選。
2008年12月、翌年4月の任期満了に伴う市長選挙への出馬を表明、2009年4月無投票にて再選された。
2013年4月の任期満了に伴う市長選挙には出馬せず、4月23日退任、引退した。
2025年8月13日、伊予市内の病院で死去。

## 主要業績
- 平成の市町村合併への対応

市長2期目に伊予市・伊予郡での平成の市町村合併の協議が持ち上がり、合併協議会の会長として合併協議をリードした。
- 伊予市総合保健福祉センターの設置
- 厚生年金休暇センターの取得

新市の市長任期中、伊予市下三谷にある厚生年金休暇センターの取得等を行った。現在のウェルピア。

## 栄典
2014年 春の叙勲で旭日中綬章を受章